# Mont Grelle
Le mont Grelle est un sommet et le point culminant de l'anticlinal de la chaîne de l'Épine, faisant partie du massif du Jura, situé dans la Savoie au sud-ouest de Chambéry.

## Randonnée
L'accès à pied au mont Grelle est possible à partir du Mollard du Pin, un hameau d'Attignat-Oncin. Son sommet offre un vaste panorama.